# Betten-Kutz-Stadion
Das Betten-Kutz-Stadion ist ein Fußballstadion in der westfälischen Stadt Hamm. Es ist seit 1965 die Heimspielstätte der Hammer SpVg.

## Lage und Ausstattung
Das Betten-Kutz-Stadion liegt im Osten des Stadtbezirks Hamm-Mitte. Nördlich des Stadions verläuft der Datteln-Hamm-Kanal. Etwas weiter westlich von der Arena liegt das Jahnstadion. Es bietet 8500 Plätze. Im Spielbetrieb ist das Angebot auf 4999 Plätze begrenzt, davon sind 952 überdachte Sitzplätze auf der Haupttribüne. Das Betten-Kutz-Stadion ist ein reines Fußballstadion ohne Leichtathletikanlage. Gespielt wird auf einem Naturrasen.

## Geschichte
Seit 1914 spielte die Hammer SpVg in der HSV-Kampfbahn an der Ostenallee. Im Jahre 1963 plante die Stadt Hamm einen Straßenausbau und benötigte dafür das Gelände der Kampfbahn. Das Bauprojekt wurde allerdings nie realisiert. Der Verein erhielt als Entschädigung ein Gelände etwa 400 Meter nördlich ihres alten Domizils in der Nähe des Jahnstadions. Auf 48.000 m² entstand das Stadion, diverse Nebenplätze, eine Tennisanlage sowie ein Vereinsheim. Zur Abgrenzung vom alten Stadion wurde das neue Stadion HSV-Anlage genannt. Vier Jahre später erfolgte die Umbenennung in Mahlberg-Stadion. Mit der Umbenennung wollte der Verein die Verdienste des damaligen Vereinsvorsitzenden Hans-Otto Mahlberg beim Bau des neuen Stadions würdigen.

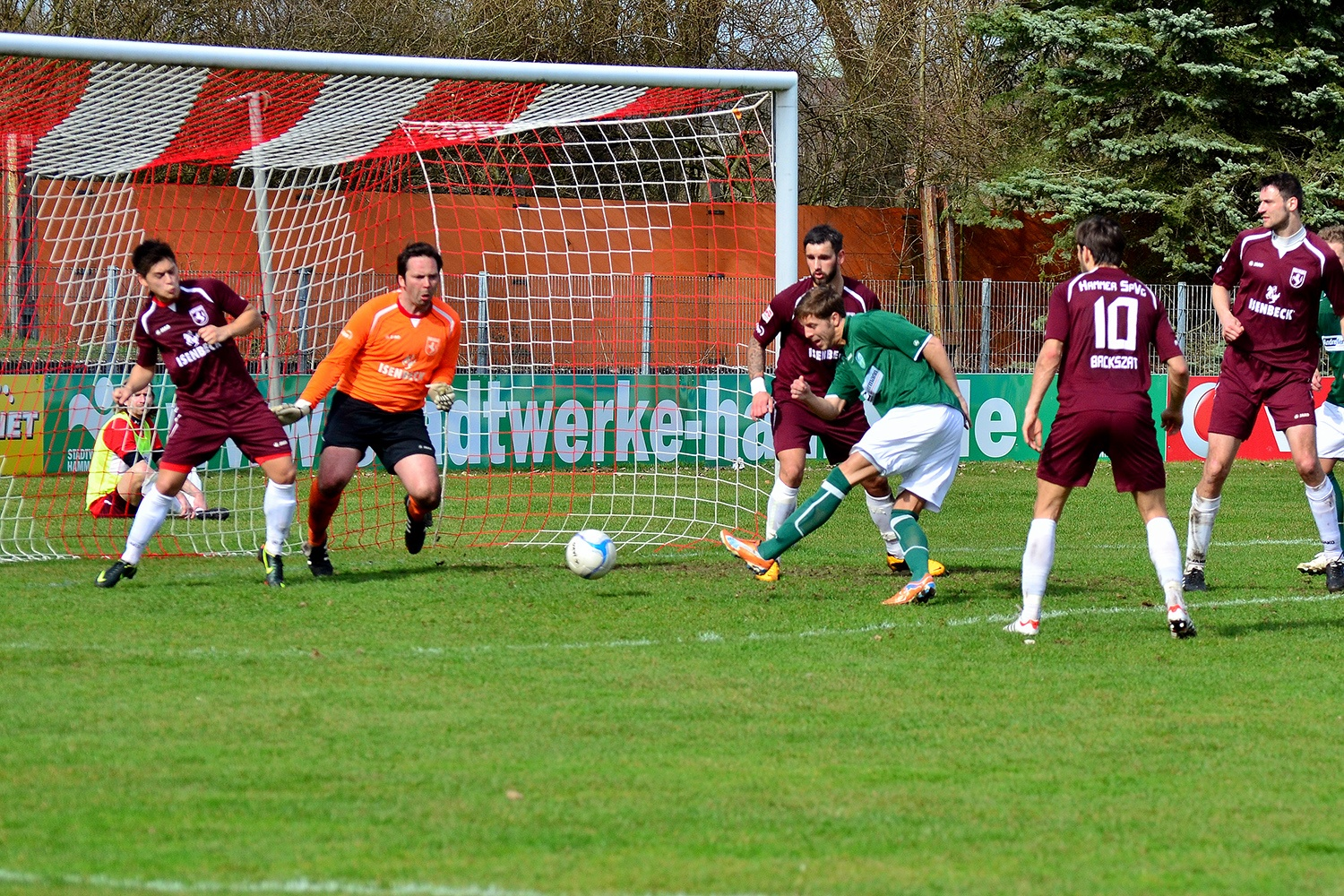
Hammer SpVg gegen FC Gütersloh 2000 (2013)

Das Stadion wurde schließlich 1965 eröffnet. Ein Jahr später stieg die Hammer SpVg in die seinerzeit zweitklassige Regionalliga West auf. Bei den Heimspielen gegen Alemannia Aachen, Preußen Münster und Schwarz-Weiß Essen begrüßte der Verein jeweils rund 12.000 Zuschauer. Den Vereinsrekord von 18.000 Zuschauern im Spiel gegen Arminia Bielefeld stellten die Hammer allerdings im Jahnstadion auf. Nach dem direkten Wiederabstieg erreichten die Hammer 1968 das Halbfinale um die Deutsche Amateurmeisterschaft, wo 10.000 Zuschauer eine 0:3-Niederlage gegen den FC Wacker München sahen. In den Jahren 1971 und 1974 musste der Verein sein Stadion in zwei Schritten an die Stadt Hamm verkaufen, nachdem der Verein mit rund 500.000 Mark verschuldet war.
Am 17. Februar 2008 wurde das Mahlberg-Stadion in EVORA Arena umbenannt. Namensgeber ist ein im Bereich Kosmetik und Wellness tätiges Unternehmen aus Großwallstadt. Ende 2009 begann der Bau einer neuen Haupttribüne auf der Westseite des Stadions mit 932 überdachten Sitzplätzen. Die Baukosten in Höhe von 1,2 Millionen Euro teilten sich die Stadt und der Verein hälftig. Bereits seit 2006 wird über einen Ausbau des Stadions diskutiert. Pläne für ein 11.251 Zuschauer fassendes, drittligataugliches Stadion liegen vor und sind vom DFB akzeptiert worden. Im Juli 2018 erwarb die 24nexx International GmbH die Namensrechte und benannte das Stadion in 24nexx Arena um.
Seit dem 23. April 2023 trägt das Stadion in Hamm den Namen Betten-Kutz-Stadion.

## Veranstaltungen
Hauptnutzer des Stadions sind die Fußballer der Hammer SpVg, die seit der Wiedereinführung im Jahre 2012 in der fünftklassigen Oberliga Westfalen spielen. Zweimal ließ der Fußball- und Leichtathletik-Verband Westfalen Entscheidungsspiele um den Aufstieg in die Oberliga Westfalen im Hammer Stadion austragen. Am 29. Mai 1997 setzten sich Amateure des VfL Bochum im Elfmeterschießen gegen die zweite Mannschaft von LR Ahlen durch. Am 30. Mai 2001 setzte sich der Hövelhofer SV vor rund 1000 Zuschauern mit 1:0 gegen die SpVgg Erkenschwick durch. Im Rahmen der Deutschen Meisterschaft der B-Juniorinnen 2007 fanden im damaligen Mahlbergstadion zwei Vorrundenpartien statt. Der 1. FFC Turbine Potsdam besiegte den 1. FFC Frankfurt mit 2:0. Danach verlor der 1. FFC Recklinghausen gegen den FCR 2001 Duisburg mit 1:6.
In der Saison 2017/18 wurden einige als Risikospiel deklarierte Heimspiele des in die Regionalliga West aufgestiegenen Westfalia Rhynern in der Evora Arena ausgetragen. Dafür wurde das Stadion von der Stadt Hamm für einen sechsstelligen Betrag umgebaut, um z. B. eine Trennung der Fans der Heim- und Gastmannschaft zu ermöglichen. Ohne diesen Umbau wäre Westfalia Rhynern die Lizenz für die Regionalliga verweigert worden. Die Premiere fand am 19. August 2017 vor 1431 Zuschauern gegen Borussia Dortmund II statt. Das Spiel endete 3:4 für die Dortmunder.